# Nanatka unica
Nanatka unica är en insektsart som beskrevs av Cai et Kuoh 1995. Nanatka unica ingår i släktet Nanatka och familjen dvärgstritar. Inga underarter finns listade i Catalogue of Life.